# Spała (stacja kolejowa)
Spała – stacja kolejowa w Lasach Spalskich, w pobliżu miejscowości Spała, w województwie łódzkim. W 1989 roku wstrzymano tu regularny ruch pasażerski. W XXI w. uruchamiano tu okazjonalnie pociągi turystyczne, a od 2 lipca 2022 uruchomiono regularny, weekendowy ruch pasażerski.

## Ruch pasażerski
| Rok  | Wymiana pasażerska na dobę |
| ---- | -------------------------- |
| 2017 | –                          |
| 2022 | 10-19                      |